# 458063 Gustavomuler
458063 Gustavomuler este o planetă minoră (asteroid), cu un diametru de 3,609 km, din centura de asteroizi. A fost descoperită pe 21 decembrie 2009 la  de Erwin Schwab⁠(d). 
Obiectul prezintă o orbită caracterizată de o semiaxă mare de 3,1011487742305 UAi, o excentricitate de 0,24, o înclinație de 10,99 ° în raport cu ecliptica.